# Одарівка (Кам'янський район)
Ода́рівка — село в Україні, у Криничанській селищній громаді Кам'янського району Дніпропетровської області. Населення складає 389 осіб.

## Географія
Село Одарівка розташоване за 57 км від обласного центру, 30 км від районного центру та 1,5 км від центру селищної громади. Селом тече пересихаючий струмок із загатою. Поруч з селом пролягають автошляхи міжнародного та територіального значення М04E50 та Т 0420.

## Історія
2 серпня 2016 року в ході децентралізації, Криничанська селищна рада об'єднана з Криничанською селищною громадою.
17 липня 2020 року, в результаті адміністративно-територіальної реформи та ліквідації Криничанського району, село увійшло до складу Кам'янського району.

## Релігія
В селі розташований Свято-Троїцький храм ПЦУ (вул. Шевченка, 7).

## Населення

### Мова
Розподіл населення за рідною мовою за даними перепису 2001 року:
| Мова            | Кількість | Відсоток |
| --------------- | --------- | -------- |
| українська      | 361       | 92.80%   |
| російська       | 22        | 5.66%    |
| румунська       | 2         | 0.51%    |
| інші/не вказали | 4         | 1.03%    |
| Усього          | 389       | 100%     |